# Equação

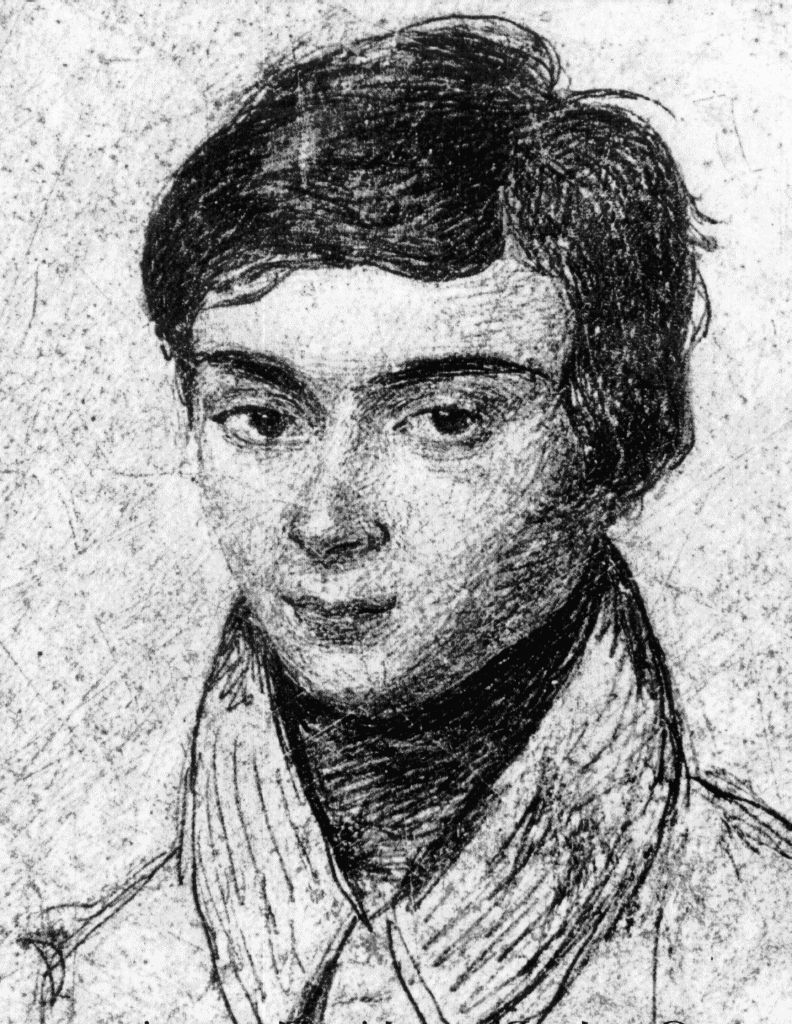
Évariste Galois, um dos matemáticos que trataram da insolubilidade da equação geral de grau maior ou igual a 5 por radicais.

Na matemática, uma equação é uma igualdade envolvendo uma ou mais incógnitas (valores desconhecidos) de uma expressão algébrica.
São exemplos de equações as seguintes igualdades:
{\displaystyle 12{\frac {2n}{2a}}245yx+|-15^{3}z^{\frac {12x}{24x}}|=\left({\frac {12}{50a^{2}}}\right)^{4}}{\displaystyle 158+5854+1k-1454.4445\underbrace {a+b+\cdots +z} _{26}^{2+2}=12345}{\displaystyle {\frac {45ab}{a^{2}}}{15}+{\frac {{\sqrt {2}}55^{a}}{24^{2ax}}}=5^{a^{\sqrt {9}}}-b^{x-{\sqrt {4}}}-(-45^{3ax})}
{\displaystyle 3sen(x)+25cos(x)=18}
{\displaystyle 3x^{4}-x^{3}+5x^{2}-34x+1211=0}
{\displaystyle {\frac {a^{2}}{{\sqrt {4}}b-34a}}={\frac {a^{x}}{2b}}-33bx^{\frac {1}{2^{a}}}}
{\displaystyle tg(3y-25)+sen^{3}(cos(y^{2}+4y-1))=255}
Nesses exemplos, as letras {\displaystyle x} e {\displaystyle y} são as incógnitas das equações. As incógnitas de uma equação são números desconhecidos que se quer descobrir.
A equação {\displaystyle x+8=15} pode ser interpretada como uma pergunta: "qual o número que somado com 8 dá 15?". Não é necessário nenhum método ou fórmula para encontrar o valor de {\displaystyle x} nesse caso: basta pensar um pouco para se chegar ao resultado {\displaystyle x=7}.
Resolver uma equação é encontrar todos os valores possíveis para a incógnita que tornem a igualdade verdadeira. As equações mostradas nos exemplos acima podem ser interpretadas e resolvidas facilmente: o número que subtraído de 10 é igual a 4 é {\displaystyle m=6}; o número que, ao ser multiplicado por 3, resulta em 18 é {\displaystyle y=6}.
Uma solução da equação pode ser compreendida como a raiz de uma função.
Algumas equações matemáticas descrevem, na verdade, identidades matemáticas, isto é, afirmações que são verdadeiras para todos os valores de {\displaystyle x}, como nos exemplos:
{\displaystyle x(x+5)=x^{2}+5x}
{\displaystyle {\mbox{sen}}^{2}x+\cos ^{2}x=1}
Entretanto, uma equação pode ter apenas alguns valores para os quais ela se torna verdadeira. Nesse caso, ela deve ser resolvida para se encontrar os valores possíveis para as incógnitas. Por exemplo, considere a equação:
{\displaystyle x^{2}-3x=0.}
Ela é satisfeita para exatamente dois valores de {\displaystyle x}, a saber, {\displaystyle x=0} e {\displaystyle x=3}.
Em geral, os matemáticos reservam a palavra equação exclusivamente para igualdades que não são identidades. A distinção entre esses dois conceitos pode ser bastante sutil. Por exemplo:
{\displaystyle (x+1)^{2}=x^{2}+2x+1}
é uma identidade, mas:
{\displaystyle (x+1)^{2}=2x^{2}+x+1}
é uma equação cujas soluções são {\displaystyle x=0} e {\displaystyle x=1}.
Em geral, é possível perceber se se trata de uma identidade ou de uma equação pelo contexto em que a igualdade se encontra. Em alguns casos, na identidade, o sinal de igualdade (=) é trocado pelo sinal {\displaystyle \equiv }.

## Ideia básica para se resolver equações
Há muitas formas de se resolver equações mas a principal ideia, quando as incógnitas são procuradas nos conjuntos dos números inteiros, racionais, reais ou mesmo complexos é o fato que o produto de números só é igual a zero se um dos fatores for igual a zero.
Assim, para se resolver a equação {\displaystyle 3x^{2}=6x}, o método mais simples e eficiente é escrever:
{\displaystyle 3x^{2}=6x} é equivalente a {\displaystyle 3x^{2}-6x=0}, que, por sua vez, pode ser escrito na forma
{\displaystyle 3x(x-2)=0}. Como o produto só pode ser 0 se um dos fatores for igual a 0, concluímos que ou
{\displaystyle 3x=0} ou {\displaystyle x-2=0}.se 0 ou =.
Logo, as soluções da equação são {\displaystyle x=0} ou {\displaystyle x=2}.
O mesmo método pode ser aplicado a equações mais difíceis, com a mesma eficiência. Portanto, para se saber resolver equações é importante, antes de mais nada, saber fatorar expressões algébricas.

## Equações equivalentes
Diz-se que duas equações são equivalentes se elas têm as mesmas raízes (soluções). Por exemplo, considere as equações:
1. {\displaystyle x^{2}-2x=0}
2. {\displaystyle x-2=0}
3. {\displaystyle 5x-10=0}

A equação (i) admite as soluções reais {\displaystyle x=0} e {\displaystyle x=2}. As equações (ii) e (iii) admitem apenas a solução real {\displaystyle x=2}. Assim sendo, a equação (i) não é equivalente, enquanto as equações (ii) e (iii) são equivalentes. Escrevemos
{\displaystyle x-2=0\iff 5x-10=0}.
Nem sempre é fácil encontrar as soluções (todas) de uma equação dada. O método de resolução mais elementar é a troca da equação dada por outra equivalente que seja mais simples.

### Como transformar uma equação em outra equivalente
Dada uma equação, as seguintes operações podem ser efetuadas sem que se modifique o conjunto-solução:
1. somar um mesmo número real em cada lado da igualdade.[3]
2. multiplicar cada lado da igualdade por uma mesma constante não nula.[5]

Vejamos um exemplo. Dada a equação
{\displaystyle 3x+5={\frac {34}{5}}}
podemos somar -5 a ambos os lados da igualdade e obter:
{\displaystyle (3x+5)+(-5)={\frac {34}{5}}+(-5)}
Usando propriedades da adição, obtemos
{\displaystyle 3x+(5-5)={\frac {34-25}{5}}}
ou, equivalentemente,
{\displaystyle 3x={\frac {9}{5}}}
Vamos agora dividir cada lado da igualdade por 3 (isto é, multiplicar por {\displaystyle {\frac {1}{3}}}) e chegar à solução procurada:
{\displaystyle x={\frac {3}{5}}}
Observe que a ordem com que efetuamos as operações é indiferente: Poderíamos ter começado multiplicando os dois lados da equação por 5:
{\displaystyle 3x+5={\frac {34}{5}}\iff 5(3x+5)=5\cdot {\frac {34}{5}}\iff 15x+25=34}
Subtraindo 25 de cada lado, obtemos outra equação ainda equivalente à primeira:
{\displaystyle 15x+25-25=34-25\iff 15x=9}
Finalmente, dividimos cada lado por 15:
{\displaystyle x={\frac {9}{15}}={\frac {3}{5}}}
Há outras transformações que podem ser feitas, mas que exigem um conhecimento mais profundo de funções e seus efeitos. Dada uma equação, pode-se aplicar uma função a ambos os lados, mas precisamos tomar cuidado pois o conjunto-solução pode ser alterado. Um exemplo simples é o seguinte. A equação
{\displaystyle x^{2}+2x+1=9}
pode ser vista como
{\displaystyle (x+1)^{2}=9}
que tem soluções {\displaystyle x+1=3} ou {\displaystyle x+1=-3}, ou seja, {\displaystyle x=2} ou {\displaystyle x=-4}.
Poderíamos também aplicar a função raiz quadrada a ambos os lados da equação {\displaystyle (x+1)^{2}=9}:
{\displaystyle {\sqrt {(x+1)^{2}}}={\sqrt {9}}}
que equivale a
{\displaystyle |x+1|=3}
ou, seja,
{\displaystyle x+1=3} ou {\displaystyle x+1=-3}.
Uma situação que exige mais cuidado é quando, para resolvermos uma equação algébrica, elevamos cada lado da equação ao quadrado. Ao fazermos isso, perdemos a informação sobre o sinal (positivo ou negativo) de cada membro da equação e, por isso, iremos obter outra equação, que não é equivalente à original: ela terá mais soluções. Logo, quando usamos essa técnica temos que, no final, voltar à equação original e verificar quais soluções da equação modificada são também soluções da equação original. Vejamos um exemplo: é dada a equação
{\displaystyle {\sqrt {x+2}}=x}
Elevando-se os dois lados da equação ao quadrado, tem-se:
{\displaystyle x+2=x^{2}\iff x^{2}-x-2=0}
As soluções desta última equação são {\displaystyle x=2} e {\displaystyle x=-1}. Entretanto, testando-se na equação original tem-se, para {\displaystyle x=2}:
{\displaystyle {\sqrt {2+2}}=2}, que é verdadeira. Já para {\displaystyle x=-1}, a igualdade é falsa, já que
{\displaystyle {\sqrt {(-1)+2}}=1\neq (-1)}. Logo, a equação {\displaystyle {\sqrt {x+2}}=x} admite apenas uma solução, a saber, {\displaystyle x=2}.

## Equações com mais de uma incógnita
Uma equação pode ter mais de uma incógnita, como por exemplo, a equação
{\displaystyle x+y=7}
Se quisermos soluções apenas formadas por números inteiros positivos, encontramos exatamente oito soluções, a saber, os pares {\displaystyle (0,7),(1,6),(2,5),(3,4),(4,3),(5,2),(6,1),(7,0)}. Se permitirmos números inteiros, encontraremos infinitas soluções. Além das soluções encontradas anteriormente, os pares {\displaystyle (-1,8),(10,-3),(1007,-1000)} são alguns exemplos neste caso. Se admitirmos soluções formadas por números reais, o conjunto das soluções da equação aumenta consideravelmente: o conjunto de todos os pares ordenados que satisfazem à equação pode ser representado no plano cartesiano por uma reta, mais precisamente, a reta determinada pelos pontos de coordenadas (0,7) e (7, 0).
O exemplo acima deve ajudar a compreender a importância de, ao se formular uma equação, definirmos qual o conjunto universo, ou seja, qual o conjunto em que vamos procurar as soluções. Quando o conjunto universo não é dado, subentende-se que se deva procurar soluções no conjunto dos números reais.
Uma equação que seja equivalente a outra escrita na forma {\displaystyle ax+by=c} em que {\displaystyle a,\,b,\,c\,} são constantes é uma equação de reta, justamente porque o conjunto de todas as suas soluções reais é representado por uma reta no plano cartesiano.
Uma equação com três incógnitas tem o conjunto solução representado no espaço tridimensional. Por exemplo, as soluções da equação {\displaystyle x+2y+3z=6} são triplas de números que podem ser vistos como coordenadas de pontos do espaço. Fixado um sistema cartesiano tridimensional, as soluções dessa equação determinam o plano que passa pelos pontos de coordenadas {\displaystyle (6,0,0),(0,3,0),(0,0,2)}.
Equações com mais de uma variável começaram a ser estudadas sistematicamente a partir das ideias de Descartes e deram início ao que hoje chamamos de Geometria analítica. A Geometria analítica tanto ajuda a resolver problemas algébricos por meio da Geometria, como a resolver problemas geométricos por meio da Álgebra.

## Tipos de equações
As equações com uma incógnita mais simples são as chamadas equações lineares ou equações de 1º grau. São as equações equivalentes a {\displaystyle ax+b=0} em que as letras {\displaystyle a} e {\displaystyle b} representam números fixados (as constantes). O número {\displaystyle a} é chamado coeficiente de {\displaystyle x}. Equações lineares, se tiverem solução real, só terão uma.
Equações quadráticas (equações de 2º grau) são as equações que podem ser colocadas na forma {\displaystyle ax^{2}+bx+c=0} por operações elementares. Essas equações podem ter até duas soluções reais distintas.
Equações do terceiro grau, também chamadas equações cúbicas são as equações que podem ser colocadas na forma {\displaystyle ax^{3}+bx^{2}+cx+d=0}. Tais equações possuem até três soluções reais distintas.

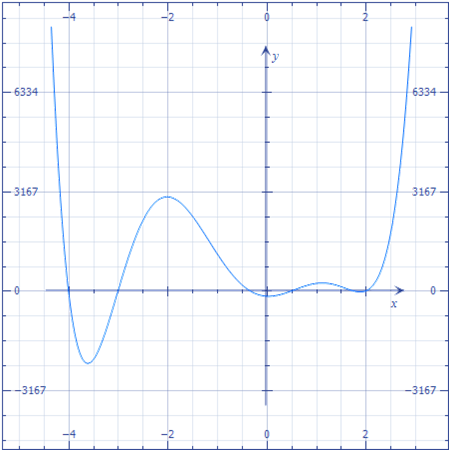
Gráfico de uma função do sexto grau

Mais geralmente, equações polinomiais de grau n são as equações da forma
{\displaystyle a_{n}x^{n}+\ldots +a_{2}x^{2}+a_{1}x+a_{0}=0}
O Teorema fundamental da álgebra garante que as equações polinomiais de grau n com coeficientes reais têm no máximo n raízes reais distintas.
Equações algébricas são as que são escritas apenas usando-se adição, multiplicação divisão, raízes ou potências de expressões polinomiais. São exemplos de equações algébricas as seguintes:
- {\displaystyle {\frac {x+4}{x-2}}=x^{2}}
- {\displaystyle (x+3)^{4}=1}

As equações algébricas se dividem em equações algébricas racionais, quando não contém incógnitas sofrendo a operação de radiciação, e equações algébricas irracionais, caso contrário.
Outra divisão das equações algébricas é entre elas serem numéricas ou literais. No caso das equações algébricas numéricas, todas quantidades conhecidas são representadas por números, no caso das literais, algumas podem ser representadas por letras (constantes).
As equações que não são algébricas são chamadas de transcendentes. Há muitos outros tipos de equações. Um tipo bastante estudado no ensino médio são as funções trigonométricas, que são equações em que pelo menos em um dos lados da igualdade aparece uma função trigonométrica. Por exemplo,  {\displaystyle 2\cos x=1} é uma equação trigonométrica que tem infinitas soluções reais.
Em geral, se {\displaystyle f(x)\,} é uma função real podemos considerar a equação {\displaystyle f(x)=0\,}. Suas soluções são os zeros de {\displaystyle f\,}. Geometricamente, os zeros de uma função são as abscissas dos pontos em que o gráfico de {\displaystyle f\,} cruza o eixo dos x.

## Equações mais gerais
Até aqui vimos exemplos de equações em que a(s) incógnita(s) era(m) número(s) (inteiro, racional, real, complexo). Mas há equações em que a incógnita pode ser outro objeto matemático, por exemplo, uma função. Por exemplo:
- Determinar as possíveis funções contínuas {\displaystyle f:\mathbb {R} \to \mathbb {R} \,} tais que:

{\displaystyle \forall x\forall y,f(x+y)=f(x)+f(y)\,}
- Determinar as possíveis funções contínuas {\displaystyle f:\mathbb {R} \to \mathbb {R} \,} tais que:

{\displaystyle f(f(x))=e^{x}\,}
- Equações diferenciais possuem uma função como uma incógnita e pelo menos uma das expressões da equação envolve a derivada de ordem 1 ou maior desta função:

{\displaystyle f'(x)=f(x)\,}
- Analogamente, equações integrais possuem como incógnita uma função e pelo menos um dos lados da igualdade envolve integrais:

{\displaystyle \int _{0}^{t}f(s)ds=2f(t)-1\,}
- Sistemas de equações são duas ou mais expressões que devem ser resolvidas simultaneamente:

{\displaystyle {\begin{cases}x-y=7\\xy=30\end{cases}}}
As soluções dos sistemas de equações são interpretadas geometricamente como sendo os pontos de interseção dos entes geométricos determinados por cada equação. No exemplo dado, as soluções do sistema são os pontos de interseção da reta {\displaystyle x-y=7} com a hipérbole {\displaystyle xy=30}, a saber, os pontos P e Q de coordenadas {\displaystyle (10,3)} e {\displaystyle (-3,-10)}, respectivamente.